# Het spel van de engel
Het spel van de engel (Spaans: El juego del ángel) is een roman uit 2008 van de Spaanse schrijver Carlos Ruiz Zafón en prequel van zijn bestseller De schaduw van de wind.
De Nederlandse vertaling verscheen eind mei 2009.
Net als De schaduw van de wind speelt het boek zich af in de stad Barcelona, alleen eerder: in de jaren 20 en 30 van de twintigste eeuw. Het verhaal wordt verteld door de jonge schrijver David Martín die door een mysterieuze uitgever wordt benaderd om het boek van zijn leven te schrijven.
De boekhandel van Sempere en het Kerkhof der Vergeten Boeken zijn zaken uit De schaduw van de wind die ook terugkomen in dit verhaal.

## Inhoud
David Martin vertelt zijn belevenissen in de ik-vorm. Zijn verhaal loopt van december 1917, als zeventienjarige, tot 1930; aan het eind is er een korte epiloog in 1945.

### Eerste akte:De stad der verdoemden
Martin is, naar eigen zeggen, een erg begenadigd schrijver. Hij vertelt dat zijn vader vermoord is en zijn moeder hem niet meer wil zien. Door zijn succes kan hij zich een groot, vreemd huis veroorloven. Een geheimzinnige bewonderaar probeert met hem in contact te komen maar hij gaat er niet op in. In de daaropvolgende jaren gaat alles verkeerd. Zo heeft hij samen met Cristina, op wie hij reddeloos verliefd is, in het geheim een manuscript van zijn goede vriend Pedro Vidal herwerkt, en dat wordt een enorm succes; zijn eigen roman daarentegen, die op hetzelfde moment verschijnt, wordt een grote flop. De dokter deelt hem mee dat hij een ongeneeslijke hersentumor heeft. En zijn succesvolle vriend Vidal trouwt met Cristina. Hij neemt na vele jaren uiteindelijk contact op met de mysterieuze figuur, Andreas Corelli, die zijn brieven zegelt met het silhouet van een engel met uitgevouwen vleugels. Het verhaal baadt stilaan meer en meer in een sfeer van magisch realisme.

### Tweede akte:Lux Aeterna
De twee uitgevers van Martin komen om in een brand, nadat hij hen bedreigd had. Een jong meisje, Isabella, biedt zich aan als zijn assistente en brengt de chaos in zijn huis op orde. Corelli stort een grote som geld op Martins rekening als voorschot op zijn levenswerk, een verhaal dat een nieuwe religie tot stand moet brengen. Martin verjaagt twee mannen die Isabella in de buurt van zijn huis proberen te verkrachten; 's anderendaags blijken ze dood te zijn. Martin ontdekt dat de vorige bewoner van zijn huis, Diego Marlasca, ook een religieus werk geschreven heeft onder de naam Lux Aeterna. Van dan af begint Martin een onderzoek naar de voorgeschiedenis. In het krantenarchief vindt hij dat Marlasca in 1904 onder geheimzinnige omstandigheden verdronken is. Martin bezoekt Ricardo Salvador, een politiecommissaris die destijds de zaak onderzocht maar nadien ontslagen werd. Cristina wil bij haar man weggaan en bij hem komen; Martin wil het vreemde project voor Corelli opgeven; Cristina verdwijnt weer en Martin denkt dat ze opnieuw naar haar man is.

### Derde akte:Het spel van de engel
Martin schrijft nu als een bezetene "om de wereld in brand te steken en met hem te verbranden". Nadat hij verneemt dat Cristina niet bij haar man is, zoekt en vindt hij haar in een sanatorium in de Pyreneeën, waar haar vader vroeger verbleef. Ze is in een zeer slechte toestand en nauwelijks bij bewustzijn. Ze loopt weg en Martin ziet haar door het ijs van een meer zakken en verdrinken. Hij keert terug naar Barcelona. Martin vermoedt dat Corelli achter het onheil zit en wil hem doden, maar het blijkt een houten pop te zijn waar hij zijn revolver op leeggeschoten heeft. Er vallen nog meer doden: de weduwe van Marlasca en nog andere mensen uit haar omgeving, telkens nadat Martin bij hen geweest is op zoek naar de waarheid. Martin komt erachter dat Marlasca destijds zijn eigen dood geënsceneerd heeft en de identiteit van inspecteur Salvador heeft aangenomen. Wie pleegt al die moorden? De politie arresteert Martin maar hij ontsnapt en doodt twee politiemensen. Hij vlucht naar zijn vroegere vriend Vidal. Die blijkt met zijn geweer zelfmoord gepleegd te hebben. Uiteindelijk vlucht Martin definitief weg uit Barcelona.

### Epiloog
In de epiloog brengt Corelli hem, jaren later, Cristina terug. Als kind, zodat hij haar zal zien opgroeien en zien sterven. Dat is de gift van Corelli, en zijn wraak.